# 技ありーず
技ありーず（わざありーず）は、かつて松竹芸能に所属していたお笑いコンビ。1993年結成、2004年解散。「技あり〜ず」と表記される事もあった。

## メンバー
- 新山 武司（にいやま たけし、1973年9月12日 - ）
  - 兵庫県伊丹市出身。
  - ツッコミ担当、立ち位置は向かって左。
  - 身長：174cm、体重：105kg。
  - 血液型はA型。
  - 伊丹市立南小学校、伊丹市立南中学校、大商学園高等学校卒業。
  - 解散後は芸人を引退。
  - 趣味は美食巡り。
- 中務 靖久（なかつかさ やすひさ、1973年8月22日 - ）
  - 大阪府豊中市出身[1]。
  - ボケ担当、立ち位置は向かって右。
  - 身長：173cm、体重：67kg。
  - 血液型はB型。
  - 豊中市立中豊島小学校、豊中市立第四中学校、大商学園高等学校卒業[1]。
  - 解散後は「ビックリツカサ」の芸名でマジシャンやバルーンアーティストなど大道芸人として活動し[1]、イベントにおいて披露したり教室を開いている。
  - 柔道二段[1]。

## 経歴
1993年に松竹芸能コメディスクールの同期生としてコンビを結成。コンビ名の由来は中務が資格を持っていた柔道における「技あり」から来ている。NHK上方漫才コンテストにおいては1995年から1997年にかけて決勝進出した。2004年にメンバーの方向性の違いにより解散した。

## 出演
- 爆笑BOOING（関西テレビ）勝ち抜けず。
- 続!ボキャブラ天国（フジテレビ）キャッチコピーは「一撃必殺」
- Mars TV（フジテレビ）
- 森脇健児の切磋たく丸!!（朝日放送）